# Cg (langage)

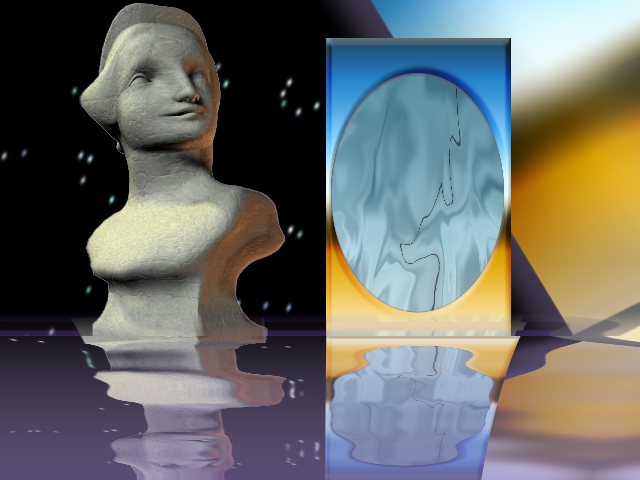
Une petite photo montrant plusieurs éléments de scène différents ombrés à l'aide de HLSL. La statue est déformée physiquement en fonction de son emplacement. La texture de la porte intérieure est déformée physiquement en fonction de l'intensité de la couleur. Le carré d'arrière-plan est transformé et tourné de manière algorithmique et l'ondulation de l'eau qui reflète la scène entière est également un shader.

Cg ou C for Graphics est un langage de haut niveau créé par NVIDIA pour programmer les vertex et les pixel shaders. Il est très similaire au langage HLSL de Microsoft.
Cg est fondé sur le langage de programmation C. Ils partagent la même syntaxe, néanmoins certaines fonctionnalités du C ont été ajoutées et de nouveaux types de données introduits afin de rendre le Cg plus propre à la programmation d'unités graphiques.